# Wapen van Noordwijk (Groningen)
Het wapen van Noordwijk werd in 2011 door het dorp Noordwijk aangenomen. Het wapen wordt gekenmerkt door de rijzende leeuw uit het wapen van de familie Von Innhausen und Kniphausen, bewoners van de borg Nienoord te Leek, welke een belangrijke rol heeft gespeeld in de regio.

## Blazoenering
De blazoenering van het wapen luidt als volgt:
In goud een verhoogde en versmalde dwarsbalk van azuur, boven vergezeld van een lelie van azuur tussen twee breedarmige kruisjes van keel, en beneden van een leeuw van sabel, getongd en genageld van keel.

### Symboliek
De prominente rijzende leeuw op het wapen is ontleend aan de leeuw in het wapen van de familie Von Inn- und Kniphausen. Deze familie was betrokken van de veenontginning in het Westerkwartier en liet onder andere de Jonkersvaart graven. De tweede telg van deze familie die Nienoord bezat, was Carel Ferdinand von Inn- und Kniphausen en hij was onder meer collator van de kerk van Noordwijk.
De blauwe dwarsbalk staat symbool voor het riviertje de Wemer, later de Wemertocht. Deze Wemertocht is nog steeds een belangrijke element voor de waterhuishouding van Noordwijk en Lucaswolde. De huidige Wemertocht begint bij de N980 tussen Noordwijk en De Snipperij. Deze gaat vervolgens net ten oosten van Noordwijk middels een duiker onder de Oosterweg door alvorens de tocht onder de Beldam doorgaat en in het Oude Diep afwatert. De naam 'Weme' kan mogelijk uit het Fries stammen wat het de betekenis 'water' meegeeft. Een andere mogelijkheid is dat de naam afkomstig is van het woord 'weem', een andere benaming voor een pastorie.
De blauwe fleur de lis in het wapen staat symbool voor het klooster dat zich bevond in Lucaswolde. Dit klooster werd gesticht door de Susteren van Reyde, afkomstig uit Oosterreide nabij Termunten. Na de Cosmas- en Damianusvloed van 1509 ging het bergafwaarts met het dorp Oosterreide en verplaatsten zij het klooster naar Lucaswolde rond 1528. Lucaswolde was destijds al in het bezit van een dorpskerk welke toen ging fungeren als kloosterkapel. De lelie is tevens een symbool voor Maria, zij was ook de patroonheilige van dit klooster. Na de reformatie van 1594 wordt er geen melding meer gemaakt van het klooster.
De landerijen die destijds bij het klooster hoorden, kwamen in handen van de kerk van Noordwijk. Deze kerklanden, ook wel Wemerlanden genoemd, worden in het wapen verbeeld door de twee kruisjes (kruis pattée). Heden ten dage bezit de kerk van Noordwijk nog grote stukken grasland welke zij verhuurt.

## Trivia
- De Zuid-Hollandse plaats Noordwijk kent toevalligerwijs ook een wapen met een rijzende leeuw, zie Wapen van Noordwijk (Zuid-Holland).